# 乔纳森·齐特林
乔纳森·齐特林（1969年12月24日—），生于美国宾西法尼亚州匹兹堡，哈佛法学院国际法教授、哈佛大学肯尼迪政府学院教授、哈佛大学工程与应用科学学院计算机科学教授、哈佛大学伯克曼互联网与社会研究中心联合创始人,《互联网的未来》一书的作者。

## 互联网的未来
《互联网的未来》是乔纳森·齐特林对互联网未来发展状况的思索与预测的结晶，他认为，互联网将不再是可繁殖的、开放的个人计算机附着在可繁殖的网络空间之中，“未来是一个不可繁殖的封闭设备被捆绑在一个受控制的网络上”。齐特林认为，网络安全没有得到应有的重视，他认为，如果任由网络恐慌情绪持续蔓延，那么普通用户离只能执行锁定程序的未来就不远了，并且断定“互联网空间变得越来越复杂”。齐特林担心互联网时代将会破坏计算机的可扩展性这个特质，以iPhone迅速崛起为代表的互联网时代使得计算机在慢慢变得电器化，用户的权力在不断削减。齐特林将互联网特性概括为用户广泛参与的非赢利性的社会创新组织。

## 互联网是一个动词
齐特林在2009年一次TED演讲中阐述了他的互联网基本观念，其核心思想是，民众发自内心的互助心理促成了互联网的良性发展，也就是说，互联网不是简单的信息平台，而是一个动词，每一个互联网用户都能成为其中的一个参与者。

## 担忧人工智能
齐特林认为，随着计算机系统日趋复杂，民众或许将难以对人工智能系统进行密切监视。“随着我们的计算机系统越来越复杂、联系越来越紧密，人类的自主控制权也不断减少，这使我很担心”，“如果我们‘放手不管，忘到脑后”，不考虑道德伦理问题，计算机系统的演化或许会令我们懊悔不已”。